# Folsomia candida
Folsomia candida är en urinsektsart som beskrevs av Willem 1902. Folsomia candida ingår i släktet Folsomia och familjen Isotomidae. Arten är reproducerande i Sverige. Inga underarter finns listade i Catalogue of Life.